# Ernst Rietschel

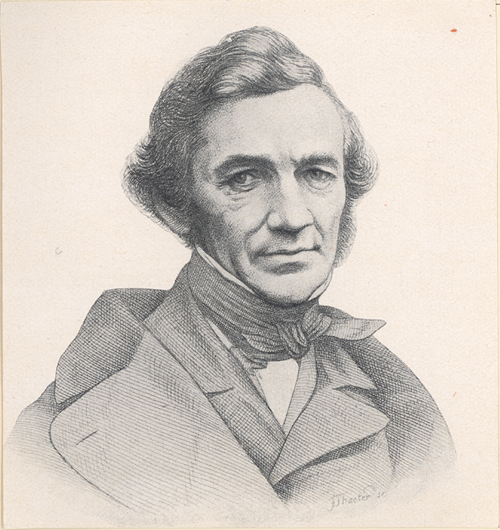
Porträtt av Ernst Rietschel. Stick av Julius Thaeter.

Ernst Friedrich August Rietschel, född den 15 december 1804 i Pulsnitz, Sachsen, död den 21 februari 1861 i Dresden, var en tysk skulptör. Han var far till Georg och Hermann Rietschel.

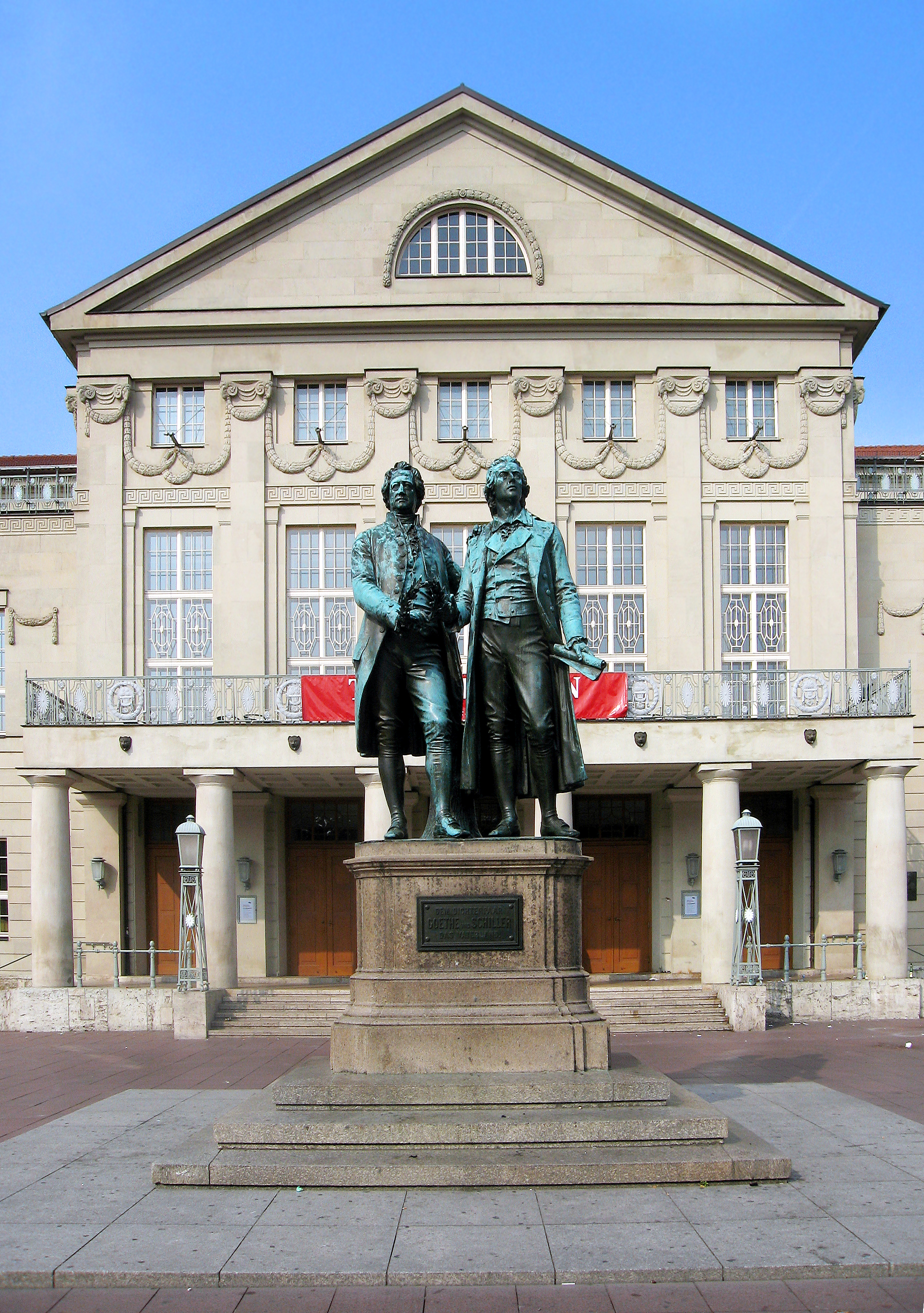
Goethe- och Schillerstaty i Weimar av Ermst Rietschel.

Rietschel studerade i Dresden och från 1826 hos Rauch i Berlin. Han var dennes biträde vid flera av hans arbeten, vistades i Italien 1830–31, återkom så till Berlin och utförde på Rauchs ateljé en sittande staty av Fredrik August av Sachsen (Zwingers gård). År 1832 blev han professor vid konstakademien i Dresden. 
Bland hans följande arbeten finns reliefer av ideell hållning, Årstiderna, Timmarna och flera Erosmotiv, behagliga utan stränghet i stilen. Ett verk av ädel hållning är hans Pietà (1845, Friedenskirche i Potsdam). Han prydde den av Semper uppförda hovteatern med gavelgrupper, byster (Gluck, Mozart, Schiller, Goethe) och med reliefer, som förstördes vid byggnadens brand 1869. 
Med dessa verk och de han på 1840-talet utförde för operan i Berlin samt med statyerna av Thaer i Leipzig (1850) och Lessing i Braunschweig nådde han sin höjdpunkt. Den sistnämnda (1848; avtäckt 1853) har blivit räknad till århundradets mest formfulländade och karaktärsfulla statyer. Den var på samma gång dristig och utmanande den rådande smaken; konstnären lät Lessing uppträda i sin tids kostym, utan den skylande draperade kappa, som dittills ansetts oumbärlig för moderna figurer. 
Även i den därpå följande dubbelstatyn av Goethe och Schiller i Weimar (1857) höll sig Rietschel till tidskostymen, gav för övrigt en synnerligen nobel framställning av Tysklands båda skaldehövdingar: Goethe olympiskt lugn, med blicken riktad framåt, Schiller med en fjärrskådande och längtande blick uppåt. År 1860 avtäcktes kompositören Carl Maria von Webers staty i Dresden - där bibehöll Rietschel den traditionella kappan, kanske för att motverka figurens oplastiska långbyxor.
Rietschels sista verk, som han endast fick påbörja, var Luthermonumentet i Worms. Före sin död hade han endast utfört en liten modell av monumentet i dess helhet - det är ganska splittrat och oroligt - samt Luthers och Wycliffes bilder, vilka han dock inte hunnit avsluta. Luthergestalten har blivit mycket populär i Tyskland, tack vare sin manliga käckhet och sin kraftigt uttryckta karaktär. 